# Juan Pablo Zapata
Pour les articles homonymes, voir Zapata.
Zapata  Unas est un nom espagnol. Le premier nom de famille, en général paternel, est Zapata ; le second, en général maternel, souvent omis, est Unas.
Juan Pablo Zapata Unas, né le 17 février 2000 à Tuluá, est un coureur cycliste colombien.

## Biographie
Juan Pablo Zapata est originaire de Tuluá, dans le département de Valle del Cauca. Il commence le cyclisme à l'âge de sept ans. Durant ses débuts, il obtient ses premiers résultats notables en VTT,. Il est notamment troisième du championnat panaméricain de cross-country juniors en 2017, ou encore multiple champion national de Colombie. Grâce à ses performances, il représente son pays dans diverses éditions des championnats du monde. Il participe également aux Jeux olympiques de la jeunesse en 2018. 
Au début des années 2020, il s'oriente vers les compétitions sur route et sur piste. Sélectionné en équipe nationale, il se spécialise en particulier dans la poursuite par équipes. Dans cette discipline, il termine premier d'une manche de la Coupe des Nations à Cali en 2021, sous les couleurs de la délégation colombienne. L'année suivante, il remporte la médaille d'or aux Jeux sud-américains et aux Jeux bolivariens. Il s'adjuge par ailleurs la médaille d'argent aux championnats panaméricains de 2022 et 2023. 

## Palmarès sur piste

### Coupe des Nations
- 2021
  - 1er de la poursuite par équipes (avec Jordan Parra, Bryan Gómez et Juan Esteban Arango)

### Jeux sud-américains
- Asuncion 2022
  -  Médaillé d'or de la poursuite par équipes (avec Nelson Soto, Julián Osorio et Juan Manuel Barboza)
  -  Médaillé de bronze de l'américaine

### Jeux bolivariens
- Valledupar 2022
  -  Médaillé d'or de la poursuite par équipes (avec Juan Esteban Arango, Jordan Parra et Julián Osorio)

### Championnats panaméricains
- Lima 2022
  -  Médaillé d'argent de la poursuite par équipes
- San Juan 2023
  -  Médaillé d'argent de la poursuite par équipes

### Championnats nationaux
- Cali 2021
  -  Médaillé de bronze de la poursuite individuelle
  -  Médaillé de bronze de la poursuite par équipes
- Cali 2022
  -  Médaillé d'argent de la poursuite par équipes
- Medellín 2023
  -  Médaillé d'argent de la poursuite par équipes

## Palmarès en VTT

### Championnats panaméricains
- Paipa 2017
  -  Médaillé de bronze du cross-country juniors

### Championnats nationaux
- 2017
  -  Champion de Colombie de cross-country eliminator
  -  Champion de Colombie de relais
- 2018
  -  Champion de Colombie de cross-country eliminator
  -  Champion de Colombie de relais
  -  Champion de Colombie de cross-country juniors
- 2019
  -  Champion de Colombie de cross-country eliminator
  - 2e du championnat de Colombie de cross-country espoirs

## Palmarès sur route
- 2024
  - 1re étape du Tour of Newport News
  - CRCA Grant's Tomb Criterium
  - 3e du Tour of Newport News
  - 3e du Tour de Somerville
- 2025
  - Circuito Vaquero